# Teliana Pereira
Teliana Pereira, née le 20 juillet 1988 à Santana do Ipanema, est une joueuse de tennis brésilienne.

## Carrière
Elle possède 22 titres en simple et 10 en double dames sur le circuit ITF.
Sur le circuit WTA, en avril 2015, elle devient la première joueuse brésilienne à gagner un titre WTA en 27 ans, en battant Yaroslava Shvedova en finale du tournoi de Bogota. Elle gagne son deuxième trophée trois mois plus tard à Florianópolis et entre dans le top 50 pour la première fois.
En septembre 2020, elle annonce sa retraite sportive, à 32 ans, après avoir perdu le goût de l'entraînement et des voyages tout en étant satisfaite de sa carrière qui a surpassé ses attentes.

## Palmarès

### Titres en simple dames
| No | Date       | Nom et lieu du tournoi           | Catégorie | Dotation  | Surface      | Finaliste          | Score         |          |
| -- | ---------- | -------------------------------- | --------- | --------- | ------------ | ------------------ | ------------- | -------- |
| 1  | 13-04-2015 | Claro Open Colsanitas, Bogota    | Intern'l  | 250 000 $ | Terre (ext.) | Yaroslava Shvedova | 7-62, 6-1     | Parcours |
| 2  | 27-07-2015 | Brasil Tennis Cup, Florianópolis | Intern'l  | 250 000 $ | Terre (ext.) | Annika Beck        | 6-4, 4-6, 6-1 | Parcours |

### Finale en simple dames
Aucune

### Finale en double en WTA 125
| No | Date       | Nom et lieu du tournoi | Catégorie | Dotation  | Surface      | Vainqueures                           | Partenaire         | Score            |          |
| -- | ---------- | ---------------------- | --------- | --------- | ------------ | ------------------------------------- | ------------------ | ---------------- | -------- |
| 1  | 11-02-2013 | Copa Bionaire Cali     | WTA 125   | 125 000 $ | Terre (ext.) | Catalina Castaño Mariana Duque Mariño | Florencia Molinero | 3-6, 6-1, [10-5] | Parcours |

## Parcours en Grand Chelem

### En simple dames
| Année | Open d'Australie                                      | Open d'Australie                                      | Internationaux de France                             | Internationaux de France                          | Wimbledon                                           | Wimbledon                                             | US Open            | US Open                  |
| 2008  | —                                                     | —                                                     | —                                                    | —                                                 | Q1 \|\| style="text-align:left" \| Youlia Fedossova | —                                                     | —                  |                          |
|       |                                                       |                                                       |                                                      |                                                   |                                                     |                                                       |                    |                          |
| 2012  | —                                                     | —                                                     | —                                                    | —                                                 | Q1 \|\| style="text-align:left" \| Zheng Saisai     | Q1 \|\| style="text-align:left" \| Maria João Koehler |                    |                          |
| 2013  | Q1 \|\| style="text-align:left" \| Eugenie Bouchard   | Q3 \|\| style="text-align:left" \| Yuliya Beygelzimer | Q2 \|\| style="text-align:left" \| An-Sophie Mestach | Q1 \|\| style="text-align:left" \| Victoria Duval |                                                     |                                                       |                    |                          |
| 2014  | 1er tour (1/64)                                       | Anastasia Pavlyuchenkova                              | 2e tour (1/32)                                       | Sorana Cîrstea                                    | 1er tour (1/64)                                     | Simona Halep                                          | 1er tour (1/64)    | Anastasia Pavlyuchenkova |
| 2015  | Q2 \|\| style="text-align:left" \| Ekaterina Bychkova | 2e tour (1/32)                                        | Ekaterina Makarova                                   | 1er tour (1/64)                                   | Camila Giorgi                                       | 1er tour (1/64)                                       | Ekaterina Makarova |                          |
| 2016  | 1er tour (1/64)                                       | Monica Niculescu                                      | 2e tour (1/32)                                       | Serena Williams                                   | 1er tour (1/64)                                     | Varvara Lepchenko                                     | 1er tour (1/64)    | Carla Suárez Navarro     |
| 2017  | Q2 \|\| style="text-align:left" \| Mona Barthel       | —                                                     | —                                                    | —                                                 | —                                                   | —                                                     | —                  |                          |

à droite du résultat, l’ultime adversaire.

### En double dames
| Année | Open d'Australie                | Open d'Australie          | Internationaux de France | Internationaux de France | Wimbledon | Wimbledon | US Open                 | US Open                |
| 2014  | 1er tour (1/32) A. Naydenova    | K. Mladenovic F. Pennetta | -                        | -                        | -         | -         | -                       | -                      |
| 2015  | -                               | -                         | -                        | -                        | -         | -         | 1er tour (1/32) A. Mitu | T. Babos K. Mladenovic |
| 2016  | 1er tour (1/32) M. Duque Mariño | M. Hingis S. Mirza        | -                        | -                        | -         | -         | -                       | -                      |

sous le résultat, la partenaire ; à droite, l’ultime équipe adverse.

## Parcours en «Premier Mandatory» et «Premier 5»
Découlant d'une réforme du circuit WTA inaugurée en 2009, les tournois WTA « Premier Mandatory » et « Premier 5 » constituent les catégories d'épreuves les plus prestigieuses, après les quatre levées du Grand Chelem.

### En simple dames
| Année |              | Premier Mandatory       | Premier Mandatory          | Premier Mandatory           | Premier Mandatory          |       | Premier 5 | Premier 5 | Premier 5                        | Premier 5 | Premier 5 | Premier 5                    | Premier 5                    |
| Année | Indian Wells | Miami                   | Madrid                     | Pékin                       |                            | Dubaï | Rome      | Canada    | Cincinnati                       | Wuhan     | Wuhan     |                              |                              |
| Année | Indian Wells | Miami                   | Madrid                     | Pékin                       | Doha                       |       | Rome      | Canada    | Cincinnati                       | Wuhan     | Wuhan     |                              |                              |
| Année | Indian Wells | Miami                   | Madrid                     | Pékin                       |                            |       | Rome      | Canada    | Cincinnati                       | Wuhan     | Wuhan     |                              |                              |
| 2015  |              |                         |                            |                             | 2e tour (1/16) F. Pennetta |       |           |           |                                  |           |           | 1er tour (1/32) D. Gavrilova | 1er tour (1/32) D. Gavrilova |
| 2016  |              | 1er tour (1/64) K. Nara | 2e tour (1/32) A. Ivanović | 1er tour (1/32) S. Stephens |                            |       |           |           | 2e tour (1/16) C. Suárez Navarro |           |           |                              |                              |

Sous le résultat, l’ultime adversaire.

## Parcours aux Jeux olympiques

### En simple dames
| # | Date       | Nom de l'olympiade                  | Surface    | Résultat        | Ultime adversaire | Score    |          |
| - | ---------- | ----------------------------------- | ---------- | --------------- | ----------------- | -------- | -------- |
| 1 | 06/08/2016 | Olympic Tennis Event Rio de Janeiro | Dur (ext.) | 1er tour (1/32) | Caroline Garcia   | 6-1, 6-2 | Parcours |

### En double dames
| # | Date       | Nom de l'olympiade                  | Surface    | Résultat        | Partenaire               | Ultimes adversaires                   | Score     |          |
| - | ---------- | ----------------------------------- | ---------- | --------------- | ------------------------ | ------------------------------------- | --------- | -------- |
| 1 | 06/08/2016 | Olympic Tennis Event Rio de Janeiro | Dur (ext.) | 1er tour (1/16) | Paula Cristina Gonçalves | Garbiñe Muguruza Carla Suárez Navarro | 7-66, 6-2 | Parcours |

### En double mixte
| # | Date       | Nom de l'olympiade                  | Surface    | Résultat      | Partenaire   | Ultimes adversaires             | Score    |          |
| - | ---------- | ----------------------------------- | ---------- | ------------- | ------------ | ------------------------------- | -------- | -------- |
| 1 | 06/08/2016 | Olympic Tennis Event Rio de Janeiro | Dur (ext.) | 1/4 de finale | Marcelo Melo | Bethanie Mattek-Sands Jack Sock | 6-4, 6-4 | Parcours |

## Parcours en Fed Cup
| #                                                            | Date       | Lieu      | Surface      | Gagnante(s)      | Perdante(s)     | Score    |          |
|                                                              |            |           |              |                  |                 |          |          |
| 2014 - Barrage (groupe mondial II) - Brésil - Suisse - 1 : 4 |            |           |              |                  |                 |          |          |
| 1                                                            | 19/04/2014 | Catanduva | Terre (ext.) | Timea Bacsinszky | Teliana Pereira | 6-3, 6-3 | Parcours |
| 1                                                            | 19/04/2014 | Catanduva | Terre (ext.) | Teliana Pereira  | Belinda Bencic  | 6-3, 6-4 | Parcours |

## Classements WTA en fin de saison
| Année          | 2004 | 2005 | 2006 | 2007 | 2008 | 2009 | 2010 | 2011 | 2012 | 2013 | 2014 | 2015 | 2016 | 2017 | 2018 | 2019 | 2020 | 2021 |
| Rang en simple | 936  | 884  | 604  | 213  | 393  | –    | 540  | 339  | 175  | 90   | 106  | 45   | 206  | 352  | 629  | 371  | 380  | 596  |
| Rang en double | 729  | 795  | 679  | 290  | 291  | –    | –    | 384  | 170  | 139  | 322  | 313  | 1061 | –    | –    | –    | –    | –    |

Source : (en) Classements de Teliana Pereira sur le site officiel de la Fédération internationale de tennis